# Municipio de Siloam (Carolina del Norte)
El municipio de Siloam (en inglés: Siloam Township) es un municipio ubicado en el  condado de Surry en el estado estadounidense de Carolina del Norte. En el año 2010 tenía una población de 1.148 habitantes.

## Geografía
El municipio de Siloam se encuentra ubicado en las coordenadas 36°18′59.5″N 80°34′22.22″O / 36.316528, -80.5728389.